# Xaintray
Xaintray település Franciaországban, Deux-Sèvres megyében. Lakosainak száma 238 fő (2022. január 1.). Xaintray Béceleuf, Fenioux, Pamplie és Surin községekkel határos.

## Népesség
A település népessége az elmúlt években az alábbi módon változott:
| Lakosok száma | 241  | 228  | 227  | 223  | 228  | 232  | 237  | 237  | 238  |
|               | 2013 | 2015 | 2016 | 2017 | 2018 | 2019 | 2020 | 2021 | 2022 |